# Охеда, Боб
Роберт Майкл Охеда (англ. Robert Michael Ojeda, 17 декабря 1957, Лос-Анджелес, Калифорния) — американский бейсболист, тренер и комментатор. Выступал в Главной лиге бейсбола на позиции питчера с 1980 по 1994 год. Победитель Мировой серии 1986 года в составе клуба «Нью-Йорк Метс».

## Биография

### Ранние годы и начало карьеры
Роберт Охеда родился 17 декабря 1957 года в Лос-Анджелесе. В начале 1970-х годов он играл за детскую бейсбольную команду из Висейлии в Лиге Бейба Рута. В старшей школе и колледже Охеда выделялся хорошим фастболом, но испытывал проблемы с контролем подачи. Скауты клубов Главной лиги бейсбола интереса к нему проявляли. В 1977 году он женился и устроился на работу ландшафтным дизайнером. Весной 1978 года он получил предложение контракта от клуба «Бостон Ред Сокс». Скаут команды Ларри Флинт следил за игрой Охеды ещё в период его выступлений в детской лиге.
Профессиональную карьеру Охеда начал в составе клуба «Элмира Пионирс» в Лиге Нью-Йорка и Пенсильвании. Свой первый сезон он завершил с одной победой при шести поражениях с пропускаемостью 4,81. После завершения сезона он дополнительно работал с тренером питчеров Джонни Подресом, дополнив арсенал подач чейндж-апом. Сезон 1979 года Охеда провёл в составе «Уинтер-Хейвен Ред Сокс», выиграв пятнадцать матчей при семи поражениях с показателем пропускаемости 2,43. После окончания чемпионата его перевели сразу на два уровня фарм-системы выше. Весной 1980 года он дебютировал в AAA-лиге в составе «Потакет Ред Сокс».

### Главная лига бейсбола

#### Бостон Ред Сокс
Одиннадцатого июля 1980 года Охеда был переведён в основной состав «Ред Сокс». В Главной лиге бейсбола он сыграл семь матчей с пропускаемостью 6,92, концовку сезона доиграв в фарм-клубе. В межсезонье он вновь работал над подачами и в начале 1981 года стал одним из лидером стартовой ротации «Потакета». Он принимал участие в самом длинном бейсбольном матче в истории. Игра между «Ред Сокс» и «Рочестер Ред Уингз» продолжалась 33 иннинга. Охеда вышел на поле в последнем из них, записав на свой счёт победу. Сезон Международной лиги он завершил с пропускаемостью 2,13, получив приз Питчеру года. В августе 1981 года, после окончания забастовки игроков, он был переведён в основной состав «Бостона», до конца чемпионата выиграв шесть матчей при двух поражениях.
Регулярный чемпионат 1982 года он завершил с четырьмя победами при шести поражениях и пропускаемости 5,63. Охеда получил несколько травм, в ряде матчей не доиграв до конца даже первый иннинг. Межсезонье он провёл в Зимней лиге Пуэрто-Рико, восстанавливая форму. Весной 1983 года он занял место пятого питчера в стартовой ротации «Ред Сокс». В чемпионате Охеда играл нестабильно. По ходу сезона его пропускаемость выросла с 1,83 до 4,04, он выиграл двенадцать матчей и проиграл семь. Аналогичные проблемы в его игре сохранились и в 1984 году, когда Охеда провёл на поле 216 2/3 иннингов с пропускаемостью 3,99, выиграв и проиграв по двенадцать матчей.

#### Нью-Йорк Метс
В 1985 году новый главный тренер команды Джон Макнамара перевёл Охеду в буллпен, рассчитывая на него как на клоузера. Эксперимент быстро завершился, неудачная игра стартовых питчеров «Ред Сокс» привела к тому, что его вернули обратно в ротацию. До конца чемпионата он одержал девять побед при одиннадцати поражениях. В межсезонье клуб обменял Охеду в «Нью-Йорк Метс». В новой команде он стал одним из лидеров, уже к началу июля одержав десять побед, которых от него ждали за весь чемпионат. К концу регулярного сезона он довёл их число до восемнадцати. Не менее важную роль он сыграл в плей-офф. Охеда выиграл второй матч Чемпионской серии Национальной лиги против Нолана Райана и одержал победу в третьей игре Мировой серии против «Ред Сокс», перед которой «Метс» уступали в счёте 0:2. Команда выиграла Мировую серию в семи матчах, став чемпионом второй раз в своей истории.
Следующие два сезона Охеда провёл не лучшим образом. Он получил несколько травм, перенёс операцию на локте и восстановление пальца, часть которого он отрезал, подстригая живую изгородь. Справившись с проблемами, в 1989 году он набрал хорошую форму. В регулярном чемпионате он одержал тринадцать побед при одиннадцати поражениях с ERA 3,47, проведя один из лучших сезонов в карьере. «Метс» закончили его на втором месте, отстав от «Чикаго Кабс» на шесть побед. В 1990 году в команду пришёл питчер Фрэнк Виола, после чего Охеда был переведён в буллпен. После окончания сезона его обменяли в «Лос-Анджелес Доджерс».

#### Заключительный этап карьеры
В новой команде Охеда вновь стал стартовым питчером. В 1991 году он одержал двенадцать побед при девяти поражениях с пропускаемостью 3,18. В следующем сезоне на его счету было шесть побед и девять поражений с ERA 3,63. «Доджерс» опустились со второго места в дивизионе на последнее. После завершения чемпионата Охеда получил статус свободного агента и подписал контракт с «Кливленд Индианс».
В марте 1993 года Охеда стал одним из участников трагического инцидента на озере Литтл-Лейк-Нелли, когда на лодке разбились его партнёры по команде Стив Олин и Тим Крюс. Сам Охеда получил серьёзную травму головы и потерял много крови. Он вернулся на поле в конце сезона и принял участие в девяти матчах. В 1994 году он сыграл в двух матчах за «Нью-Йорк Янкис», после чего завершил карьеру.

### Тренер и комментатор
Несколько лет после завершения выступлений Охеда работал вне бейсбола. В 2001 году его пригласили на должность тренера питчеров фарм-клуба «Метс» «Бруклин Сайклонс», где он проработал два сезона. В 2003 году он занимал аналогичный пост в «Бингемтон Метс». С 2009 по 2014 год Охеда работал комментатором и аналитиком на клубном канале «Нью-Йорк Метс».